# Aeropuerto Nacional Pablo L. Sidar
El Aeropuerto Nacional Pablo L. Sidar (Código IATA: AZG - Código OACI: MM59 - Código DGAC: AZG) es un aeropuerto localizado en Apatzingán, Michoacán, México. Actualmente solamente ofrece servicio de aviación general.

## Información
En julio de 2012 el presidente municipal, Uriel Chávez Mendoza, informó que se invertirán 270 millones de pesos mexicanos en la ampliación del aeropuerto Pablo L. Sidar. El alcalde destacó que será un aeropuerto de calado nacional con capacidad para recibir vuelos internacionales para el traslado de productos agropecuarios a otras regiones del país y del mundo, por tanto los apatzinguenses deben prepararse para la mejoría de empleo que registrará este municipio, ya que habrá mayores oportunidades para todos, solo hace falta que se concreten algunos detalles para llevar a cabo la licitación e inicio de la obra. 
El aeropuerto se construirá en el mismo espacio que ocupa el actual, solamente se mejorarán las instalaciones administrativas y se ampliará la pista de aterrizaje, por tanto la aplicación de los 270 millones de pesos se aplicarán en el mejoramiento integral de las instalaciones.
Actualmente el aeropuerto cuenta con una pista de aterrizaje de 1,500 metros de largo y 19 metros de ancho, así como una plataforma de aviación de 3,000 metros cuadrados además de varios hangares. También cuenta con 2 calles de rodaje, la primera se conecta directamente a la cabecera 07 y la segunda se encuentra a 300 metros de la misma cabecera.
En el aeropuerto de Apatzingán tienen su base 2 aeronaves, todas de ala fija.

## Estadísticas

### Pasajeros
Durante la existencia de las aerolíneas regionales Aero Cuahonte y Aero Sudpacífico, el Aeropuerto de Apatzingán operaba regularmente vuelos a Morelia, Guadalajara, Lázaro Cárdenas y Uruapan.
Ver fuente y consulta Wikidata.

Sólo se muestra muestran vuelos comerciales regulares y vuelos de fletamento, no se incluyen vuelos militares ni de aviación general.
| Año  | Vuelos | Pasajeros | Movimiento de carga (kg) | Año  | Vuelos | Pasajeros | Movimiento de carga (kg) |
| 1992 | 917    | 1,862     | 0                        | 1998 | 603    | 5,237     | 0                        |
| 1993 | 543    | 2,974     | 60                       | 1999 | 604    | 4,667     | 0                        |
| 1994 | 433    | 2,860     | 0                        | 2000 | 553    | 3,163     | 0                        |
| 1995 | 538    | 3,153     | 0                        | 2001 | 343    | 1,718     | 0                        |
| 1996 | 369    | 1,772     | 0                        | 2002 | 24     | 113       | 0                        |
| 1997 | 959    | 5,069     | 0                        |      |        |           |                          |
| ---- | ------ | --------- | ------------------------ | ---- | ------ | --------- | ------------------------ |

## Accidentes e incidentes
- El 9 de diciembre de 1992 despegó del Aeropuerto de Apatzingán con rumbo al Aeropuerto Nacional de Zamora la aeronave Britten-Norman BN-2 Islander de Aerosudpacífico con matrícula XA-RML, dicha aeronave se desplomó en un poblado en el municipio de Tancítaro a los pocos minutos del despegue falleciendo los 8 pasajeros y el piloto (9 ocupantes) entre ellos uno de los hijos del fundador de Aero Sudpacífico, la formación de hielo en los motores fue la causante de la fatal pérdida de potencia.[4][5] La aeronave había partido a las 7:45 de Uruapan, llegando a Apatzingán alrededor de las 8:00 y partiendo rumbo a Zamora alrededor de las 8:10, la aeronave cubría la ruta UPN-AZG-ZMM-GDL.[6]

- El 12 de agosto de 2010 una aeronave Cessna 172H Skyhawk con matrícula XB-SIC se estrelló mientras se aproximaba al Aeropuerto de Uruapan, matando a su piloto que había despegado del Aeropuerto de Apatzingán.[7][8]

- El 30 de diciembre de 2019 un avión ultraligero sin matrícula (la inclusión de matrícula en aviones ultraligeros no es obligatoria en México) que cubría un vuelo privado entre el Aeropuerto de Apatzingán y el Aeropuerto de Zamora tuvo que realizar un aterrizaje forzoso en el municipio de Tingüindín tras presentarse una falla de motor. Tras el aterrizaje, el piloto resultó con lesiones, por lo que tuvo que ser llevado a un hospital.[9][10][11]

## Aeropuertos cercanos
Los aeropuertos cercanos son:
- Aeropuerto Internacional de Uruapan (50km)
- Aeropuerto Nacional de Zamora (106km)
- Aeropuerto Nacional de Lázaro Cárdenas (123km)
- Aeropuerto Nacional Licenciado Miguel de la Madrid (126km)
- Aeropuerto Internacional General Francisco J. Múgica (166km)
- Aeropuerto Internacional de Guadalajara (186km)